# Конкордія Антарова
Конкордія Євгенівна Антарова (також відома як Кора Антарова, 25 квітня 1886 за старим стилем / 13 квітня 1886 за новим стилем, Варшава, Королівство Польське — 6 лютого 1959, Москва) — російська контральто, яка понад двадцять років співала у Великому театрі. Після завершення співочої кар'єри писала теософські тексти. У 1933 році була визнана заслуженою артисткою РРФСР.

## Життєпис
Народилася 13 квітня 1886 року у Варшаві, Королівство Польське. Її батько був співробітником Департаменту народної освіти. Її мати, яка давала уроки іноземних мов, була двоюрідною сестрою Аркадія Володимировича Тиркова та племінницею Софії Перовської, двох членів Народної волі, які намагалися вбити російського царя Олександра II. Її батько помер, коли Антарової було одинадцять років, а мати померла, коли вона навчалася в шостому класі, у віці чотирнадцяти років. Незважаючи на сирітство, вона закінчила гімназію в 1901 році. Вирішивши вступити до монастиря, Антарова співала в хорі і почала виявляти інтерес до музики. Іоанн Кронштадтський порадив їй, що її покликання — бути частиною світу, а не в монастирі.
Коли шкільні друзі змогли зібрати достатньо коштів для продовження навчання, Антарова переїхала до Санкт-Петербурга. У сезоні 1901—1902 років вона виступала в ролі Солохи та корчмарки в опері Чайковського Коваль Вакула в Петербурзькому Народному залі. Вступивши на Бестужевські курси, вона закінчила історико-філологічний факультет 1904 року. Хоча Антарова хотіла продовжувати займатися музикою, їй доводилося працювати, щоб мати змогу оплачувати заняття з Іпполітом Петровичем Прянішніковим в Санкт-Петербурзькій консерваторії. Вона влаштувалася вчителькою в Олександрівському ливарному училищі Миколаївської залізниці, їздила потягом годину в обидва кінці, щоб викладати і назад на уроки співу. Нестача їжі та втома призвели до розвитку бронхіальної астми, яка мучила її до кінця життя. У 1907 році вона закінчила консерваторію і була направлена на прослуховування до Маріїнського театру. Зі 160 співаків вона була єдиною, кого взяли на роботу.

## Кар'єра
Антарова протягом року виступала як солістка меццо-сопрано в Маріїнському театрі, перш ніж була прийнята на роботу замість іншої співачки. Її дебют у 1908 році відбувся в партії Ратміра в опері «Руслан і Людмила» Михайла Глінки. З 1908 по 1930, потім з 1932 по 1936 рік вона виступала як солістка Великого театру. З грудня 1930 року по липень 1932 року вона попросила про звільнення з театру і з листопада 1931 року працювала бібліотекаркою. Можливо, вона коротко виступала в 1931 році з Державним академічним театром опери та балету або перебувала в таборі після розстрілу її чоловіка. Під час виступів, між 1918 і 1922 роками, Антарова брала уроки акторської майстерності у Костянтина Станіславського в Оперній студії Великого театру. Вона також виступала на концертах, виконуючи соло в таких творах як Маленька урочиста меса Джоаккіно Россіні та Вічні вечори Йоганнеса Брамса. Серед її найвідоміших партій: Лель у Снігуроньці Миколи Римського-Корсакова; Ваня в Життя за царя Глінки; Флошильда в Золоті Рейну і Золоті землі Ріхарда Вагнера; Графиня в Піковій дамі Чайковського та багато інших. У 1933 році її було визнано Заслуженою артисткою Російської Радянської Федеративної Соціалістичної Республіки.
Після відходу зі сцени Антарова почала писати та видавати книги. У 1939 році вона написала "Беседы К. С. Станиславского (Бесіди з К. С. Станіславським). Під час війни вона написала тритомний теософський роман «Два життя», який разом з двома іншими томами про Станіславського залишився неопублікованим за її життя. У 1946 році вона організувала відділ Російського театрального товариства, присвячений Станіславському та популяризації його театральних методів. Через те, що вона відвідувала зустрічі Теософського товариства і відкрито розповідала про свої дослідження містики та окультизму, за Антаровою постійно стежили, хоча їй вдалося уникнути арешту, оскільки Сталін захоплювався її голосом.

## Смерть і спадок

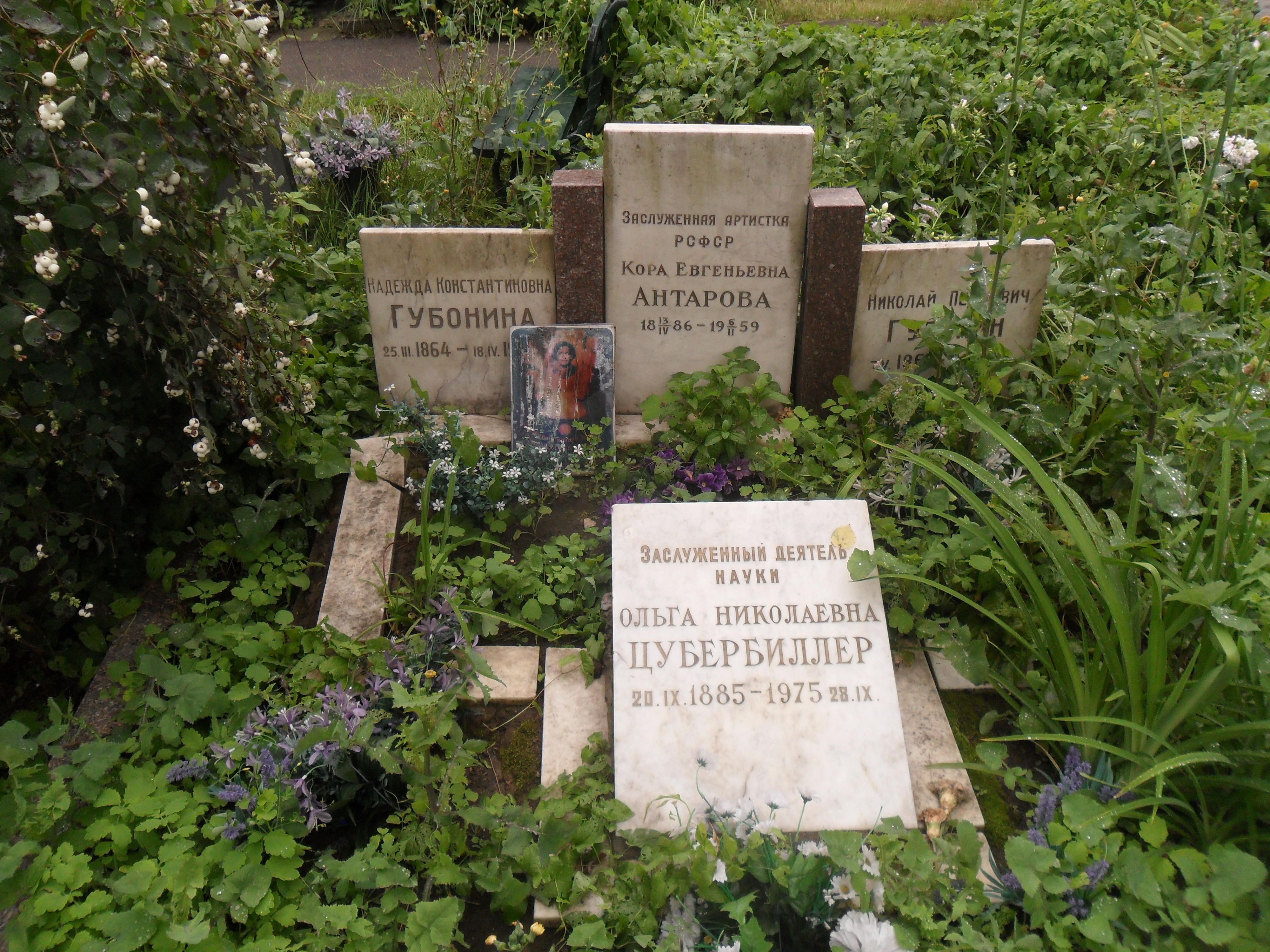
Антарова та могила Цубербіллер

Страждаючи на слабке здоров'я з 1956 року, Антарова померла 6 лютого 1959 року після тривалої хвороби, під час якої за нею доглядала її партнерка Цубербіллер. Цубербіллер так і не змогла повністю оговтатися від болю від смерті Антарової. Дві жінки були поховані пліч-о-пліч на Новодівичому кладовищі, коли Цубербіллер померла у 1975 році. Посмертно книга Антарової «Два життя» була опублікована в 1993 році, а її книга про Станіславського була перевидана кілька разів і перекладена іншими мовами.

## Особисте життя
Невдовзі після смерті Софії Парнок у Ольги Цубербіллер зав'язалися стосунки з Антаровою, які триватимуть до самої смерті співачки. Цубербіллер була відомою математикинею, викладала у Московському державному університеті тонких хімічних технологій.

### Два життя
У творі в белетристичній формі розкриваються поняття теософії (зокрема, Санат Кумара та інші Вознесені Владики. Як героїв роману виведені такі «вчителі»: махатма Морія (учитель Алі Мохаммед), Павло Венеціанець (Флорентієць), Іларіон (учитель І.), Кут Хумі (сер Ут-Уомі), граф Сен-Жермен (князь Сенжер). У ролях «учнів» у книзі фігурують такі відомі персони, як: Олена Блаватська (Наталія Андрєєва), Генрі Олкотт (Ольденкот), Анні Безант (леді Бердран), Сергій Рахманінов (композитор Аннінов).
Рукопис багато років зберігався в Москві у Олени Федорівни Тер-Арутюнової, яка вважала співачку своєю духовною наставницею. Книгу поширювали самвидавом, а вже після розвалу Союзу рукопис віддали в розпорядження Латвійського товариства Реріха. Роман уперше було видано 1993 року.

## Подальше читання
- Маршкова, Тетяна; Рибакова, Людмила (2017). Антарова, Конкордія Евгенівна: Меццо-сопрано 1886-1959. Великий театр. Золоті голоси [The Bolshoi Theatre Gold Voices: Chapter—Concordia Evgenievna Antarova: Mezzo-soprano 1886-1959] (рос.). Алгоритм. ISBN 978-5-457-51704-2.
- Concordia Antarova: a biography and a translation from the Russian into English of selections from Two Lives and other writings, by Daniel H. Shubin ISBN 978-1-365-23951-9